# Marc Ruyters

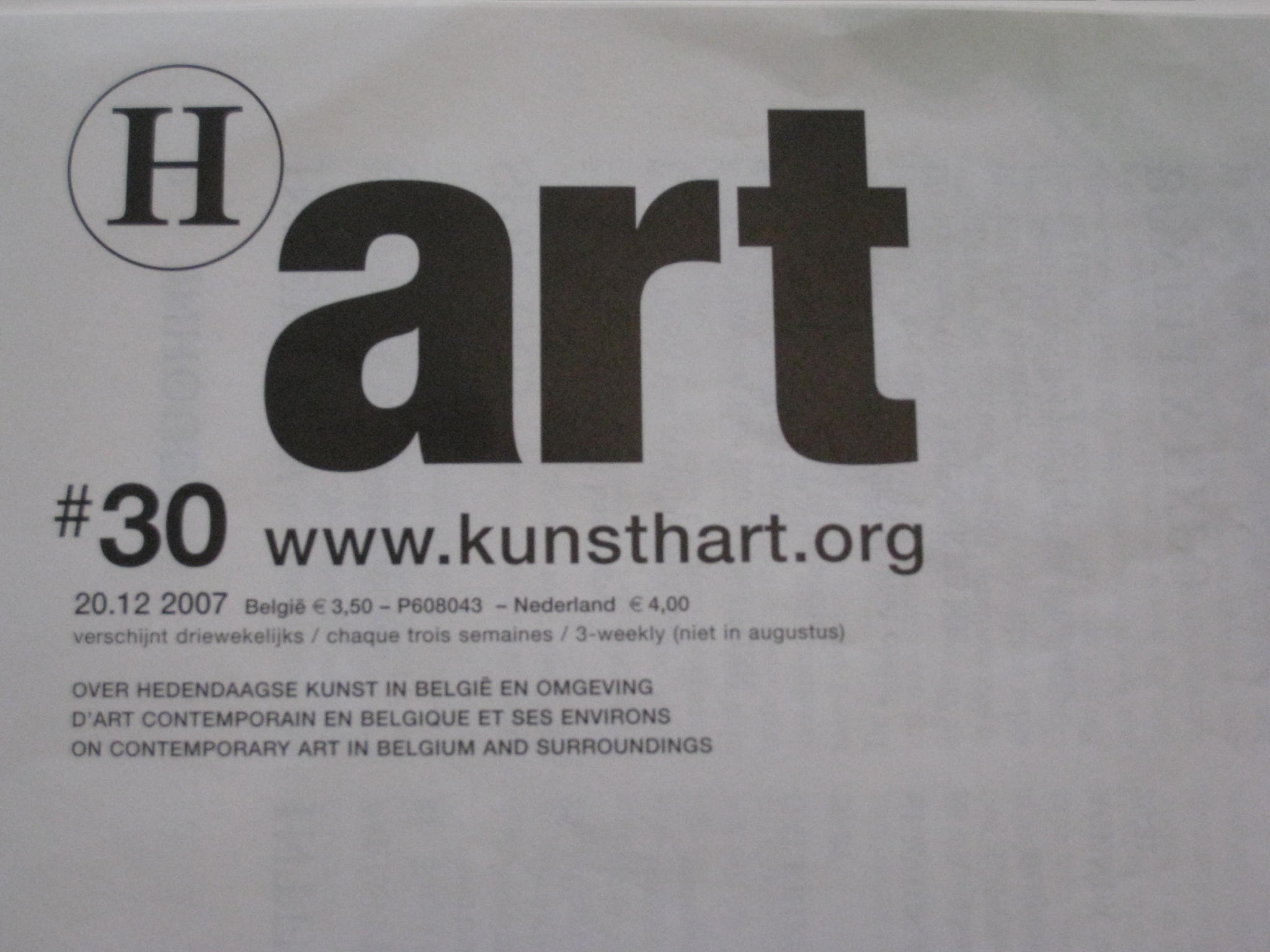
Kunsttijdschrift <H> ART, jaargang 2, 2007, nr 30

Marc Ruyters is een  Vlaams publicist gespecialiseerd in kunstzaken. Hij is hoofdredacteur van het kunsttijdschrift H ART.

## Biografie
Marc Ruyters is een Antwerps publicist en journalist die van 1982 tot 1988 werkzaam was voor de krant De Morgen. Van 1989 tot 1997 werkte hij voor het tijdschrift Knack en voor de krant De Tijd. Vanaf 1997 stond hij voor de redactie van de wekelijkse bijlage Tijd-Cultuur en tot 2005 coördineerde hij de redactie van de beeldende kunsten voor dezelfde krant. Hij was ook de auteur van een monografie over Roger Raveel en het boek "Kunstenaars en Ondernemers. Een nieuwe relatie".
In 2005 stichtte hij een nieuw kunsttijdschrift H ART. Na een jaar groeide dit tijdschrift uit tot een standaard in Vlaanderen en Brussel. Dit succes dankt het blad enerzijds aan een dynamische Vlaamse beeldende kunstwereld en anderzijds aan het werk van een harde kern van vaste medewerkers en de pen van externe specialisten, gedreven verzamelaars, curatoren, galeriehouders en andere marktwaarnemers.
- Biblioteca Nacional de España: XX1521028
- Digitale Bibliotheek voor de Nederlandse Letteren: ruyt010
- Gemeinsame Normdatei: 131954377
- International Standard Name Identifier: 0000 0001 1588 648X
- Library of Congress Control Number: n99034290
- Nederlandse Thesaurus van Auteursnamen: 070026297
- Système universitaire de documentation: 059744618
- Virtual International Authority File: 310663508
- WorldCat: E39PBJh8RV8KrYwy3RVMXt3CwC